# Astro-geodätische Netzausgleichung
Die astro-geodätische Netzausgleichung ist eine spezielle Ausgleichung von großräumigen Vermessungsnetzen, die den Einfluss des Schwerefeldes auf die Messungen in mathematisch strenger Weise reduziert und die stabilisierende Wirkung von Laplace-Azimuten nutzt.

## Einflüsse des Schwerefeldes
Die „störenden“ Einflüsse des Erdschwerefeldes sind insbesondere die Lotabweichungen, das heißt die Ablenkung der Lotrichtung durch Berge, Täler und Unregelmäßigkeiten der Geologie. Die Lotabweichungen, die prinzipiell überall existieren, sich aber im Flachland kaum auswirken, steigen im Hochgebirge auf Beträge über 0,01° an – wogegen die modernen Präzisionsmessungen der terrestrischen Geodäsie etwa die 100-fache Genauigkeit erreichen. Werden die Lotstörungen nicht berücksichtigt, also nicht rechnerisch als kleine „Verkippung“ an die Messungen angebracht, so wirken sie verzerrend auf die Koordinaten eines Vermessungsnetzes.
Führende Geodäten und Mathematiker (Gauß, Helmert, Laplace, Liesganig und andere) dachten schon seit Beginn des 19. Jahrhunderts an diese Effekte, welche die damals rein geometrisch (durch Winkelmessung) bestimmten Netzpunkte um einige mm…cm pro Kilometer verformen können, doch fehlten ihnen die Mittel zur praktischen Bestimmung der Lotabweichungen. Andererseits kompensieren sich einige Einflüsse teilweise, etwa bei symmetrischen Gebirgstälern oder der beidseitigen Absteckung von Tunnelbauten. Daher wurde erst mit der Entwicklung feldtauglicher astronomischer Messinstrumente – und mit der allgemeinen Steigerung der Messgenauigkeit – der „Druck der Praxis“ auf die Theorie groß genug, um ab der Mitte des 20. Jahrhunderts die genaue Berücksichtigung der astro-geodätischen Lotabweichungen schrittweise in den Netzausgleich der Landesvermessungen einzuführen.

## Strenge Netzausgleichung nach Helmert
Die theoretische Grundlage der astro-geodätischen Netzausgleichung legte der Berliner Geodät Friedrich Robert Helmert noch vor der Jahrhundertwende (erste Publikation 1886), doch war sie mathematisch noch unbeholfen.
Die im 19. Jahrhundert zunehmende Anwendung der Ausgleichsrechnung auf die Netze der Grundlagenvermessung (die bis dahin durch rein geometrische Anfelderung, einfache Aufteilung der Dreiecks-Exzesse (Winkelsumme 180°) oder grafisch analysierte „Verdrückung“ der Messfehler beruhte) veranlasste Helmert, neben der Berücksichtigung der geometrischen Bedingungsgleichungen auch die physikalischen Einflüsse auf ein Netz möglichst zu eliminieren.
So wurde aus der „Anfelderung“ und Punkteinschaltung (der schrittweise erfolgenden Netzerweiterung um neu gemessene Punkte) eine mathematisch strenge Projektion auf eine einheitliche Rechenfläche, weil die Messpunkte ja in unterschiedlichen Meereshöhen liegen. Außerdem stellte Helmert fest, dass ein rein geometrisch ausgeglichenes Netz nur dann „geodätisch fehlerfrei“ ist, wenn auch jene kleinen, durch statistische Fehlerfortpflanzung entstehenden Widersprüche in den Richtungen (ellipsoidischen Azimuten) der Netzseiten minimiert werden, die man mittels der Laplace-Gleichung analysieren kann. Daher empfahl er auch die Messung zusätzlicher Laplace-Azimute in gewissen Abständen, um die terrestrischen Messungen wegen der Lotabweichungen „bereinigen“ zu können.
Helmerts Vorgangsweise musste sich allerdings einer Näherung bedienen, die mit heutigen Rechenmethoden nicht mehr unbedingt erforderlich ist: Zunächst sollte ein Netz vorläufig (durch rein geometrische Netzausbreitung) auf einer Kugel oder dem Referenzellipsoid durchgerechnet werden, um von allem Vermessungspunkten überhaupt einmal gute Koordinaten zu erhalten. Dann müsste die Lotabweichung auf möglichst vielen Netzpunkten gemessen oder rechnerisch interpoliert werden, sodass sie in einem zweiten großen Rechengang über alle Punkte berücksichtigt werden könnte. Wenn vorhanden, müssten schließlich die Laplace-Azimute die großräumige Orientierung stabilisieren.
Diese mehrstufige Vorgangsweise bedeutet einerseits, dass der durch die geodätischen Messungen gegebene Netzzusammenhang etwas gelockert wird, um auch die kleinsten, geometrisch feststellbaren Widersprüche zu tilgen; andrerseits ergeben sich dadurch Verschiebungen der Netzpunkte (damals bis einige Dezimeter, heute meist nur im Zentimeter-Bereich), welche durch ihre geringfügige Nichtlinearität eigentlich weitere Netzdurchrechnungen erfordern würden. Die letztgenannte Korrektur kann aber im Allgemeinen wegen seiner Geringfügigkeit unterbleiben.

## Weiterentwicklung durch K. Ledersteger
Wesentlich weiterentwickelt und kritisch überarbeitet wurde Helmerts Methodik durch den österreichischen Geodäten Karl Ledersteger (1900–1972). Etwa zeitgleich mit einigen anderen Forschern (u. a. mit dem Russen Magnitzki) bzw. anlässlich des Großprojekts Zentraleuropäisches Netz stellte er zwischen 1940 und 1960 die Methodik auf geometrisch einwandfreie Grundlagen („Naturtreues Netz“, Normalsphäroid als theoretische Erdfigur). Sie konnten später für die schrittweise Verbesserung des Europanetzes dienen, vor allem im ED79. Zur Angleichung der Landesvermessungen an die idealisierte Erdfigur (mittleres Erdellipsoid) tragen auch genaue astronomische Laplace-Azimute bei, die Berechnung und Interpolation der Lot- und  Schwerestörungen mit Methoden der Geophysik (v. a. Schwerereduktionen und Isostasie), durch eine regionale Geoidbestimmung (gravimetrisches und Astrogeoid) und nicht zuletzt durch die seit 1960 sich etablierende Satellitengeodäsie.
Der Unterschied zwischen einer klassischen Netzausgleichung und ihrer astro-geodätischen Verfeinerung besteht vor allem in:
- Reduktion aller Messungen wegen Lotabweichung; wo diese nicht gemessen ist, kann sie aus der Form des Geländes abgeschätzt werden,
- einer theoretisch eindeutigen Projektion der Messpunkte auf die Rechenfläche (1-stufige „Helmert-Projektion“ aufs Ellipsoid, 2-stufige „Pizzetti-Projektion der Oberflächenpunkte“ auf Geoid und Ellipsoid),
- was eine Vorbedingung für ein mathematisch streng „naturtreues Netz“ ist (Diktion K. Ledersteger),
- die Reduktion der maßstabsgebenden Basislinien auf das Erdellipsoid – was eine genaue Kenntnis des Geoids verfordert (siehe Torges „Zentimetergeoid“, realisierbar erst in den nächsten Jahren)
- die Einbeziehung möglichst vieler Laplacepunkte in die Vermessungsnetze.

## Berechnung größerer Netze
Die Durchführung der ersten solchen Netzausgleichungen in den 1970er Jahren musste sich noch auf kleinere Netze beschränken, was aber bereits in einzelnen Gebirgstälern (z. B. Testnetze des BEV im Salzburger Raurisertal oder der HsBW im Allgäu) bewährte (über 50 % Genauigkeitssteigerung auf 1 bis 2 cm, bei Punkt„verschiebungen“ von 2 bis 10 cm).
Größere Netze bedeuten auch eine sehr große Anzahl der sog. Normalgleichungen, die für eine Minimierung der Fehler (Methode der kleinsten Quadrate) vonnöten sind. Die Inversion so großer Matrizen von mehreren tausend Zeilen und Spalten gelingt erst mit modernen Computerprogrammen der letzten 1–2 Jahrzehnte. Zuvor reduzierte man die Anzahl der Unbekannten durch Rahmennetze.
Einen anderen Ansatz als Ledersteger (Berlin und TU Wien) wählten bayerische Geodäten, vor allem an der heutigen Universität der Bundeswehr in München, was zum Begriff Integrierte Geodäsie und dem Programmsystem OPERA führte (Günter Hein, ca. 1975). In Italien befassten sich A.Marussi (nach dem die Symposium-Reihe benannt ist) und M.Hotine mit mehrdimensionalen Theorien, und die österr. Geodäten Helmut Moritz und Hans Sünkel (Berlin bzw. TU Graz) entwickelten entsprechende Anwendungen der Kollokation, mit denen die klassisch-geometrischen Vermessungsnetze auf physikalische Effekte (Störpotential, Lot- und Schwerestörungen) und Kovarianzanalysen erweiterbar sind.
Eine der wichtigsten großräumigen Anwendungen der astro-geodätischen Netzausgleichung war die Neuberechnung des Europanetzes (siehe auch ED50 und ED77) zur Netzversion ED79. Heute ist die Methodik jedoch etwas in den Hintergrund getreten, weil die Integration von Daten der Satellitengeodäsie (GPS, SLR, Altimetrie) und VLBI noch größere Fortschritte verspricht.